# Stazione di Majadahonda
La stazione di Majadahonda è una stazione ferroviaria di Majadahonda, sulla linea Madrid Atocha Cercanías - Pinar de las Rozas.
Forma parte delle linee C7 e C10 delle Cercanías di Madrid.
Si trova tra carretera del Plantío e camino de Rozas a Pozuelo, nel comune di Majadahonda, nella Comunità di Madrid.

## Storia
La stazione è stata aperta nel 1989.